# Isla Cooper
La isla Cooper es una pequeña isla situada al sureste de la isla San Pedro (Georgias del Sur) en 54°48′S 35°47′O / -54.800, -35.783. Tiene una longitud de 3,2 km y se encuentra en el lado norte de la entrada al fiordo Drygalski, al sur de las Georgias.
Al nornoreste de la isla Cooper se encuentran las rocas Filchner, que forman el punto extremo este del grupo de Islas de San Pedro.
Un canal navegable, llamado estrecho Cooper de casi 1,6 km de ancho, separa la Isla Cooper de la isla San Pedro. Hay una pequeña bahía, llamada bahía Cooper a 1,3 km al suroeste del cabo Vahsel y a 1,6 km al noroeste de la isla Cooper.
El punto más elevado se encuentra a una altitud de 416 metros sobre el nivel del mar, y las partes más altas de la isla se encuentran por encima de la línea de nieve. La isla se encuentra cubierta de arbustos.
Fue descubierta por una expedición británica comandada por James Cook en 1775 y nombrada así por el teniente Robert Palliser Cooper, un oficial que se encontraba a bordo de dicha expedición.
El extremo nodeste y el extremo sudoeste de esta isla son dos de los puntos que determinan las líneas de base de la República Argentina, a partir de las cuales se miden los espacios marítimos que rodean al archipiélago.
La isla es administrada por el Reino Unido como parte del Territorio Británico de Ultramar de las Islas Georgias del Sur y Sandwich del Sur, pero también es reclamada por la República Argentina que la considera parte del Departamento Islas del Atlántico Sur dentro de la Provincia de Tierra del Fuego, Antártida e Islas del Atlántico Sur.

## Vida animal

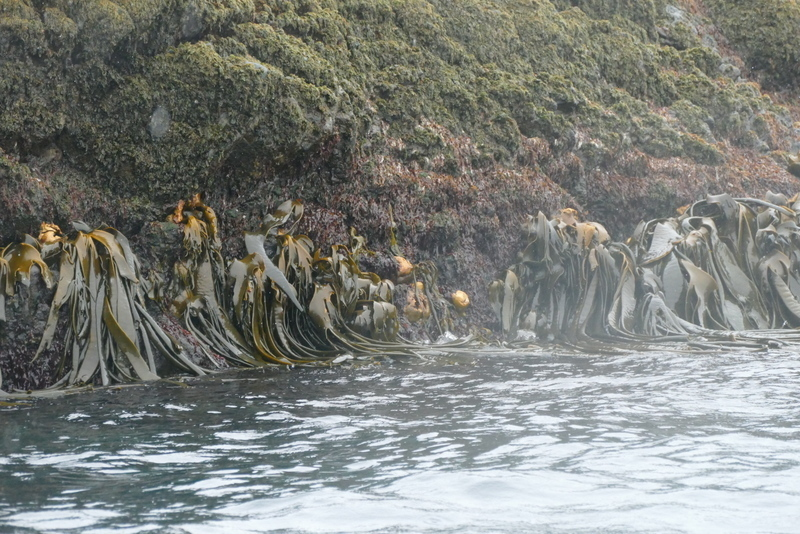
Cochayuyo (Durvillaea antarctica) en Isla Cooper.

La Isla Cooper es uno de los pocos lugares del archipiélago como libre de ratas y el único lugar de las Georgias del Sur que está considerado como un "área de protección especial", tiene una gran diversidad de aves marinas incluyendo al petrel blanco (Pagodroma nivea), albatros (Thalassarche melanophrys), pingüinos papua (Pygoscelis papua), y 20.000 pingüinos Macaroni (Eudyptes chrysolophus). También existe un número considerable de focas y este es uno de los pocos lugares donde no fueron cazadas por los humanos.